# SS Invicta (1939)
Invicta a fost o navă cu aburi de pasageri construită în 1939 pentru Southern Railway, o companie feroviară din Marea Britanie. În timpul construcției, nava a fost rechiziționată de către Amiralitate și transformată în navă de trupe pentru a fi folosită în cel de-al Doilea Război Mondial sub numele de HMS Invicta.
După război, Invicta a fost returnată Southern Railway și apoi a fost preluată de British Railways în 1948. În 1968, odată cu introducerea noului sistem de numerotare TOPS, Invicta a fost inclusă în clasa 99, una dintre cele 14 "locomotive" clasificate astfel. A primit numărul TOPS 99 010.
Invicta a deservit ruta de pasageri Dover - Calais din 1946 până în 1972, când a fost retrasă din serviciu și casată.

## Descriere
La data de 13 februarie 1939, William Denny & Brothers din Dumbarton au primit comanda pentru construirea navei Invicta, care a fost lansată la apă la data de 14 decembrie 1939 și finalizată în iunie 1940, sub numărul de șantier 1344.
Invicta se mândrea cu dimensiuni impresionante: o lungime de 102,54 m, o lățime de 15,27 m și o adâncime de 7,44 m. Deplasamentul brut era de 4.178 GRT, iar cel net de 1.982 NRT. Pescajul navei era de 3,89 m.
Pentru propulsie, Invicta folosea patru turbine Parsons, construite de Denny, care acționau două elice cu șurub prin intermediul unei transmisii cu reducere simplă. Puterea totală a celor patru turbine ajungea la 11.000 de cai putere (8.200 kW), iar acestea asigurau navei o viteză de 22 noduri (41 km/h). Aburul necesar era furnizat de două cazane cu tuburi de apă Yarrow, care funcționau la o presiune de 17 atm. Inițial, cazanele erau alimentate cu cărbune, însă în 1946, acestea au fost convertite la ulei.

## Serviciul în război
Invicta a fost finalizată în iunie 1940, dar deși tehnic fusese livrată Căilor Ferate de Sud la 1 iulie, Amiralitatea a cerut ca ea să fie depozitată pe râul Clyde, în Clynder, începând cu data de 27 iunie. În 1941, s-a luat decizia de a o converti într-o navă de debarcare, infanterie, iar lucrările de conversie au fost realizate de Barclay, Curle & Co Ltd, Elderslie. După transformare, Invicta putea transporta șase ambarcațiuni de debarcare de tip LCA și 250 de soldați. Ea a primit literele de cod GLJG și numărul oficial al Regatului Unit 167606, fiind înregistrată în portul Londra.
La data de 3 iunie 1943, Invicta a fost preluată de Marina Regală și redenumită HMS Invicta. În timpul celui de-al doilea război mondial, ea a fost implicată în mai multe operațiuni importante. În cadrul Raidului Dieppe din 19 august 1942, HMS Invicta a debarcat soldați din Regimentul South Saskatchewan pe plaja Green Beach. În luna octombrie a anului 1943, nava a fost repartizată la Forța J pentru pregătirea Operațiunii Overlord, iar literele de cod au fost schimbate în GLJQ.
La data de 6 iunie 1944, HMS Invicta a făcut parte din Flotila 510 și a transportat membri ai Brigăzii a 7-a de infanterie canadiană la Juno Beach, Courseulles-sur-Mer, în timpul celebrei Operațiuni Overlord. La bordul navei se aflau și doi oameni care aveau să devină cunoscuți în istorie: Richard Pirrie, primul australian care a murit în Ziua Z, și corespondentul de război Robert Raymond.
La data de 9 octombrie 1945, HMS Invicta a fost scoasă din uz și returnată la Southern Railway. După ce a fost returnată către Southern Railway, nava a fost reamenajată pentru a fi pregătită pentru serviciu. Cu toate acestea, la data de 26 decembrie 1945, guvernul a închiriat nava pentru a fi folosită ca transportor de trupe, repatriind trupele demobilizate de la Calais la Dover. Din păcate, la data de 27 decembrie, Invicta s-a ciocnit cu nava Ben-my-Chree în Dover.

## Serviciul civil
La data de 23 aprilie 1946, Invicta a părăsit portul pentru a fi recondiționată de către Vickers-Armstrongs în Walker. În timpul reparațiilor, nava a fost transformată pentru a putea folosi combustibil petrolier în loc de cărbune. Invicta a părăsit râul Tyne pe 14 octombrie și a realizat prima traversare a Canalului Mânecii în timp de pace a doua zi. După aceasta, Invicta a fost folosită pentru a înlocui nava Canterbury pe ruta Dover - Calais.
În anul 1947, nava a suferit o altă reparație, în urma căreia a fost dotată cu stabilizatoare. Acestea făceau parte din proiectul inițial, dar au fost omise pentru a accelera construcția navei. La data de 1 ianuarie 1948, dreptul de proprietate asupra navei Invicta a fost transferat Comisiei Britanice pentru Transporturi, în urma naționalizării căilor ferate. De acum înainte, nava a fost operată de British Railways și rămânea pe ruta Dover - Calais. În ianuarie 1959, Invicta a suferit avarii minore în urma unei coliziuni cu digul de la Calais. La data de 1 ianuarie 1963, proprietatea navei Invicta a trecut în gestiunea British Railways Board, după ce Comisia Britanică pentru Transporturi a fost dizolvată. La data de 26 aprilie 1963, nava Invicta a fost prima navă care a trecut prin intrarea vestică a portului Dover după îndepărtarea blocurilor de nave din al Doilea Război Mondial. Această realizare a fost semnificativă și a demonstrat capacitatea navei de a naviga în condiții dificile.
Invicta a continuat să apară în filme, fiind prezentă în filmul de comedie San Ferry Ann, lansat în 1966. În anul 1967, nava a fost vopsită în noua livrea Sealink, cu o carcasă albastră, suprastructură albă și pâlnie roșie cu logo-ul cu dublă săgeată. Odată cu introducerea sistemului TOPS în anul 1968, navele Sealink au fost clasificate ca locomotive în scopuri TOPS, fiindu-le alocată clasa 99.
La data de 23 mai 1970, Invicta a fost închiriată pentru o călătorie la Ostende, Belgia.
În anul 1972, odată cu introducerea Numerelor TOPS, nava Invicta i-a fost atribuit numărul 99 010. Invicta a efectuat ultima sa călătorie pe data de 8 august 1972. După aceasta, a fost ancorată la Newhaven, East Sussex, în așteptarea vânzării.
Deși o companie greacă a arătat interes în a o cumpăra, Invicta a rămas nesoldă. În cele din urmă, ea a fost vândută către Machinehandel en Scheepssloperij de Koophandel, Rotterdam, Olanda și a părăsit Newhaven pe data de 21 septembrie, remorcată de vasul Michel Petersen, cu destinația Nieuw Lekkerland.
Invicta a fost ulterior revândută și casată la Bruges, Belgia, în anul 1972.